# Astérix y los pictos
Astérix y los pictos es el álbum nº 35 de la serie Astérix el Galo, editada por Les Éditions Albert René. Fue publicado en 2013, saliendo a la venta el 24 de octubre de ese año en todo el mundo. Es el primer álbum de Astérix en que no participan ninguno de sus creadores originales; en su lugar, Jean-Yves Ferri se encarga del guion y Didier Conrad del dibujo. En español está editado por Salvat. Ha sido un éxito mundial de ventas, vendiendo más de 5 millones de ejemplares en menos de un año en todo el mundo, y fue el libro más vendido en Francia en 2013.

## Argumento
La historia se inicia en la aldea gala en pleno invierno, tras la caída de una gran nevada. Astérix y Obélix van a la playa a coger ostras, y se encuentran un gran témpano de hielo con una persona congelada dentro. La llevan a la aldea, y el druida Panorámix lo identifica por sus tatuajes como un picto de Caledonia (Escocia). Tras descongelarlo se recupera casi satisfactoriamente, solo le queda una afonía. Los galos deciden devolverlo a su país natal, y le acompañan Astérix y Obélix. Durante la travesía el picto recupera el habla, y se presenta como Mac Loch, natural de un lugar llamado Loch Andloll (indiscutible alusión al rock and roll). Se trata de un joven guerrero en disputa con un jefe tribal opuesto al clan al que pertenece, Mac Abeo, el cual ha raptado a su novia, Camomila, y pretende convertirse en rey de todos los pictos; además, este jefe ha hecho un pacto con los romanos, los eternos enemigos de los galos. Cuando llegan a su aldea, situada al lado de un lago, se les aparece un enorme animal que Obélix identifica como una nutria, sin duda una representación del mito del monstruo del lago Ness. Por la noche, Astérix y Obélix se infiltran en la aldea enemiga y logran rescatar a Camomila, aunque se pierden en unos túneles subterráneos. Al día siguiente hay una gran reunión de todos los clanes pictos, en la que Mac Abeo pretende ser elegido rey, pero entonces aparece Mac Loch, al que creían muerto. Mac Abeo lo acusa de impostor, pero en ese momento aparecen Astérix y Obélix con Camomila, y se destapan las maquinaciones perpetradas por Mac Abeo. Lejos de rendirse, este pide ayuda a los romanos, y se inicia una batalla campal entre estos y los pictos leales, ayudados de Astérix y Obélix. Tras la inevitable victoria, los galos regresan a casa, donde son agasajados con el habitual banquete final.
Como es habitual, la historia explota todos los tópicos relacionados con Escocia, desde el monstruo del lago Ness hasta la típica indumentaria con kilt (falda escocesa), pasando por la costumbre de beber «agua de malta» (whisky) o el lanzamiento de troncos como deporte popular y, por supuesto, los nombres de los personajes comenzados por Mac.

## Personajes
Además de los protagonistas, Astérix y Obélix, y de los habituales personajes de la aldea gala, aparecen los siguientes nuevos personajes:
- Mac Loch, guerrero picto.
- Numerusclausus, censor romano.
- Grafítibus, general romano.

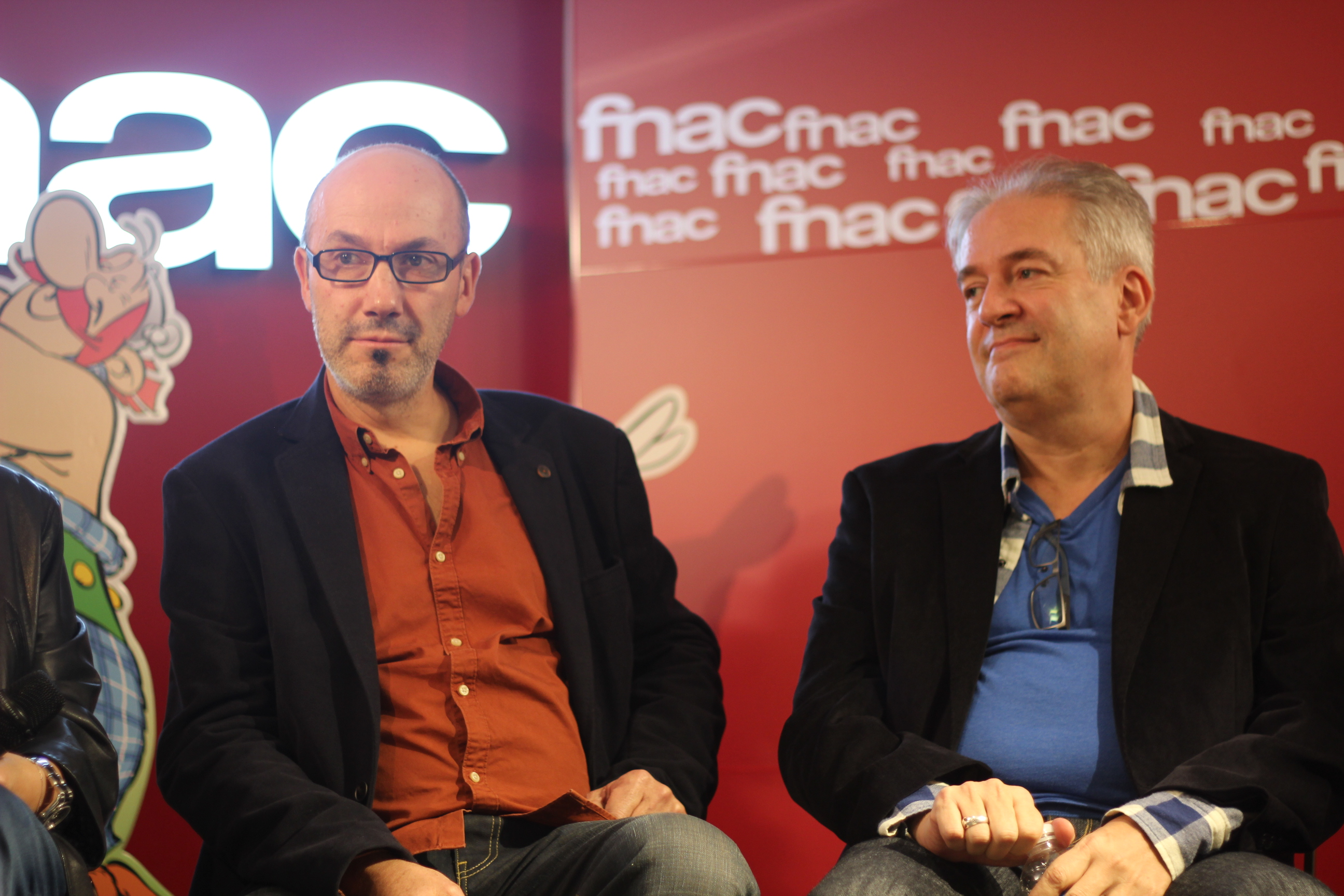
Obélix, J.-Y. Ferri y D. Conrad, en la presentación en la Fnac en oct. del 2013.

- Zappingprogramus, centurión romano.
- Aenor, animal parecido al monstruo del lago Ness.
- Mac Abeo, jefe picto aliado de los romanos.
- Mac Orsa, tío abuelo de Mac Loch.
- Mac Mini, hermano de Mac Loch.
- Mac Robiotik, druida picto.
- Mac Areto, bardo picto.
- Hiatosimplus, legionario romano.
- Camomila, princesa picta.
- Mac Mamá, madre de Mac Loch.

También aparece Julio César (en una viñeta), así como los piratas que suelen encontrarse Astérix y Obélix en sus viajes.

## Recepción

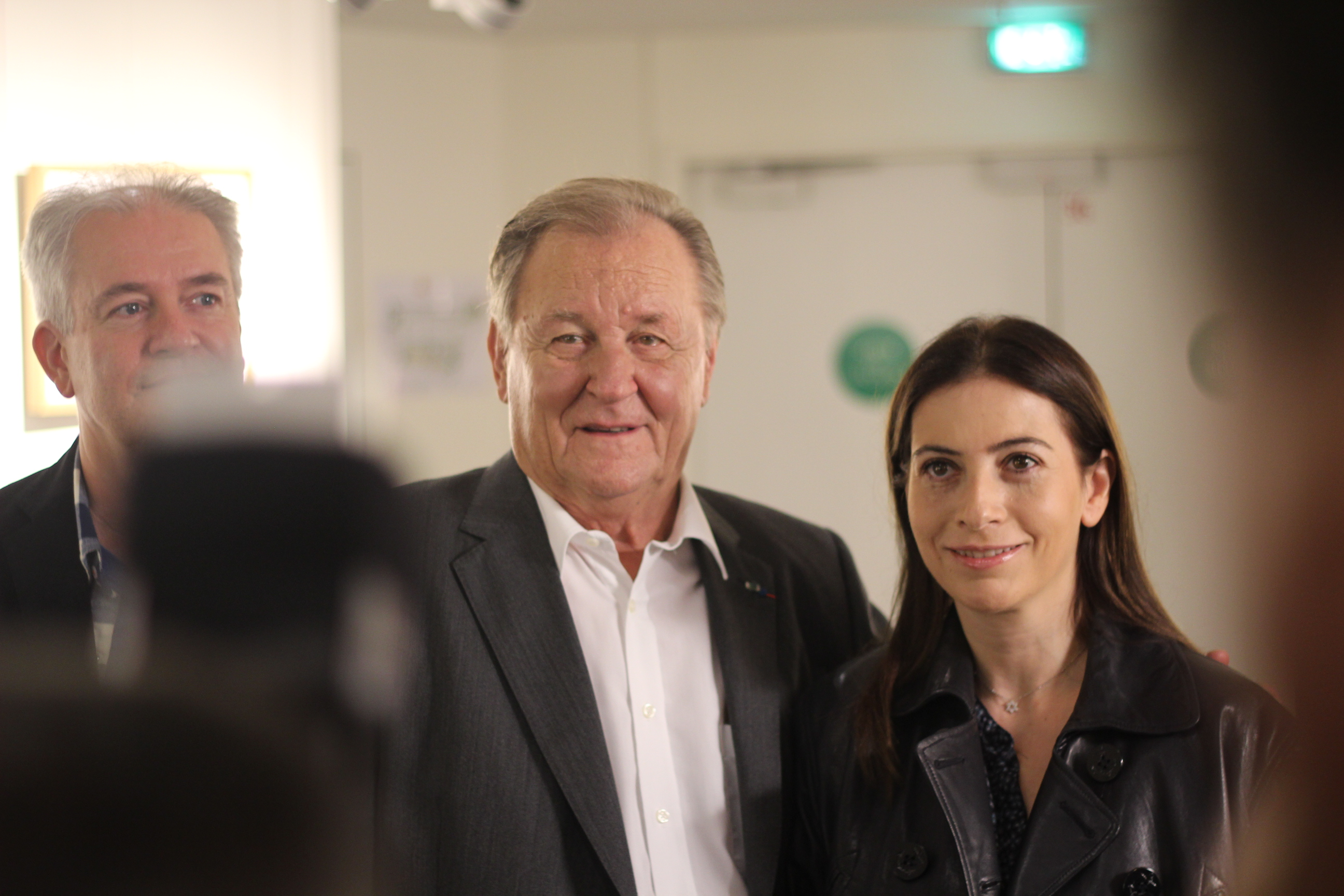
En la presentación: Albert Uderzo y Anne Goscinny, hija de René.

El álbum recibió una acogida muy desigual por parte de la prensa generalista: para algunos era un éxito, «muy superior a los últimos álbumes realizados por Uderzo en solitario»; para otros medios, era respetuoso con todas las características de Astérix y todos los ingredientes que hicieron de la serie un éxito, y que «recupera sutilmente el espíritu setentero de la serie». Otros medios afirmaron que es un álbum "prudente", sin ninguna sorpresa, y que al final le deja a uno «un regusto a dejà-vu», aunque «no hay nada que reprochar» al álbum. En España y en Alemania fue un éxito unánime para la crítica y también tuvo muy buenas ventas. 
Su éxito de crítica y de ventas a nivel mundial, superando el objetivo, así como la aprobación de Uderzo, avalaron a los autores para continuar las aventuras de Astérix en el futuro.